# يوهانيس فورتز
يوهانيس فورتز (بالألمانية: Johannes Wurtz) (19 يونيو 1992 بساربروكن في ألمانيا - ) هو لاعب كرة قدم ألماني في مركز الهجوم. شارك مع منتخب ألمانيا تحت 20 سنة لكرة القدم. أما مع النوادي، فقد لعب مع بادربورن 07 وغرويتر فورت وفيردر بريمن ونادي ساربروكن وفيردر بريمن 2 ‏.

## وصلات خارجية
- يوهانيس فورتز على موقع قاعدة بيانات كرة القدم.إي يو (الإنجليزية)
- يوهانيس فورتز على موقع بيانات كرة القدم. دي إي (الألمانية)
- يوهانيس فورتز على موقع Soccerway.com (الإنجليزية)
- يوهانيس فورتز على موقع عالم كرة القدم.نت (الإنجليزية)
- يوهانيس فورتز على موقع AS.com (الإسبانية)